# Берегова артилерія

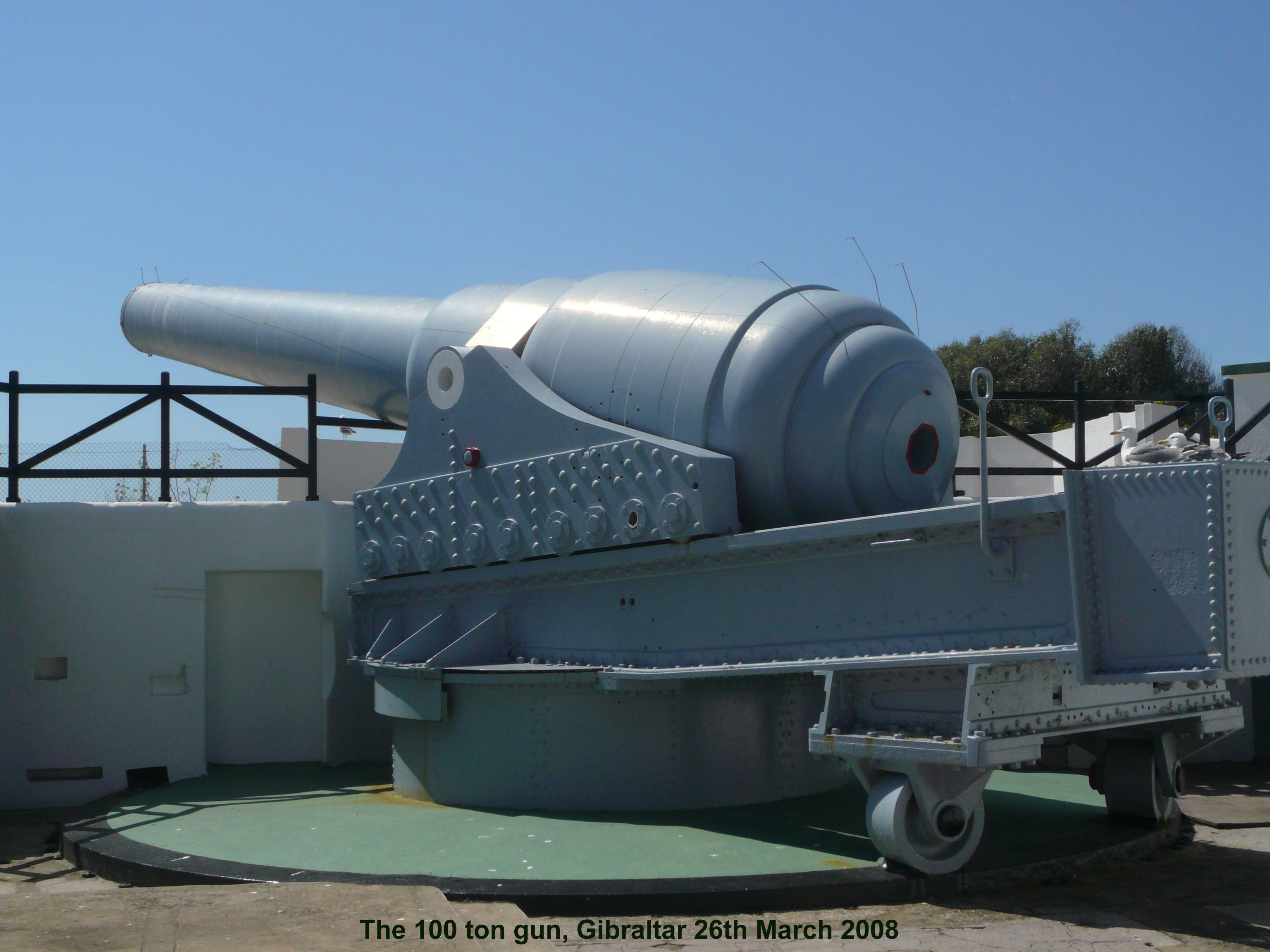
100-тонна 450-мм надважка артилерійська установка RML 17.72 inch на позиції берегової оборони в Гібралтарі

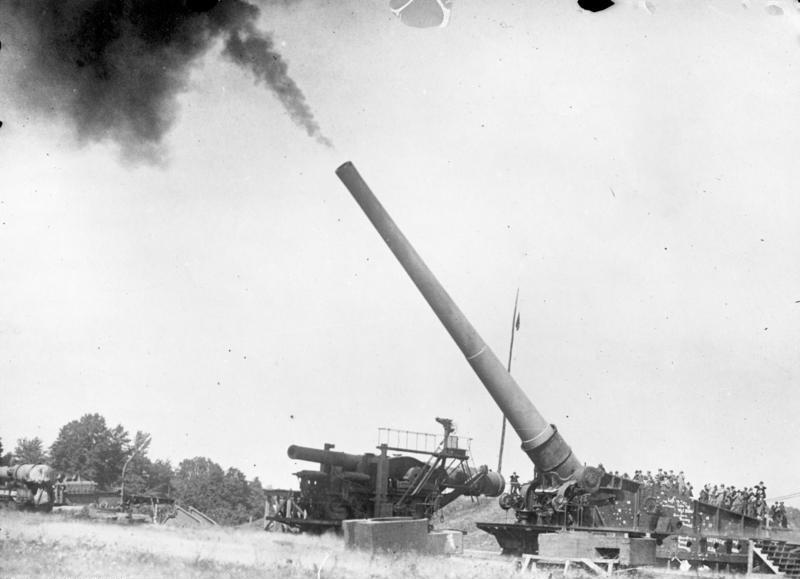
Вогонь берегової артилерійської системи 16"/50 caliber M1919 великого калібру, США, 1931

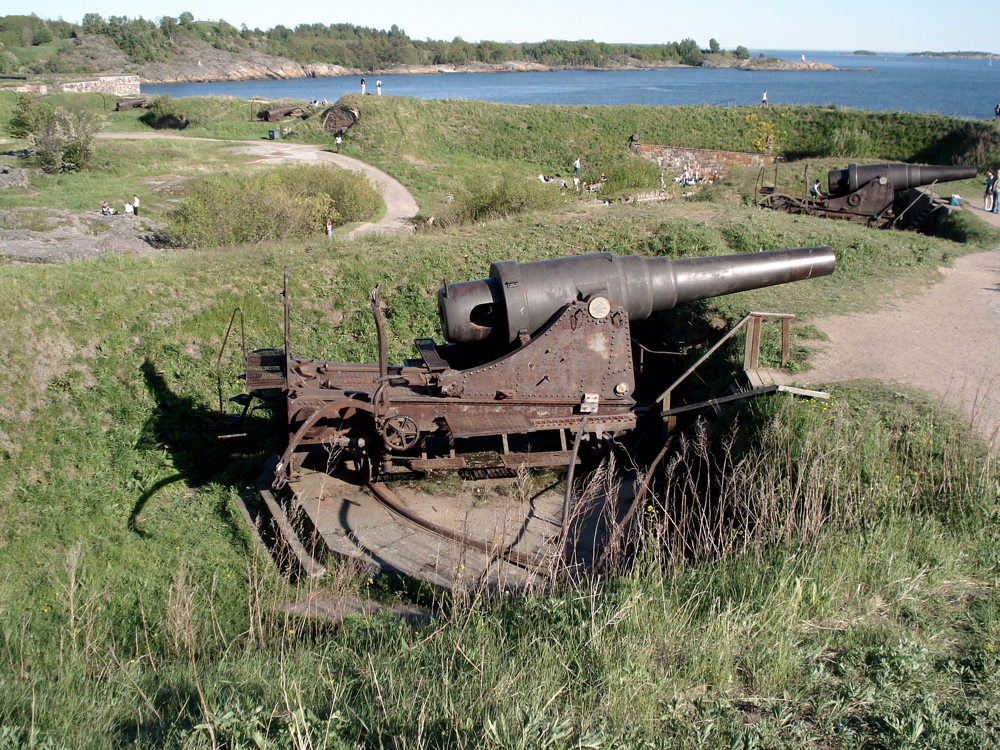
Російська батарея берегової артилерії 1870 року. Фінляндія

Берегова́ артиле́рія — вид артилерії, різновид морської артилерії (нарівні з корабельною артилерією), призначений для захисту військово-морських баз, торговельних портів, промислових і адміністративних центрів, розташованих в прибережному районі, а також найважливіших ділянок узбережжя та островів від нападу противника з моря. Крім того, на берегову артилерію покладається завдання оборони проток і вузин, щоб не допустити прохід ними кораблів противника.
На берегову артилерію також покладаються завдання захисту оборонних мінних загороджень, прибережних комунікацій і завдання з протидесантної оборони.
Берегова артилерія може бути застосована для підтримки сухопутних військ, що діють на узбережжі як у наступі, так і в обороні. Також для підтримки дій сухопутних військ використовувались гармати берегової артилерії, розміщенні на залізничних транспортерах.